# ナハニ国立公園

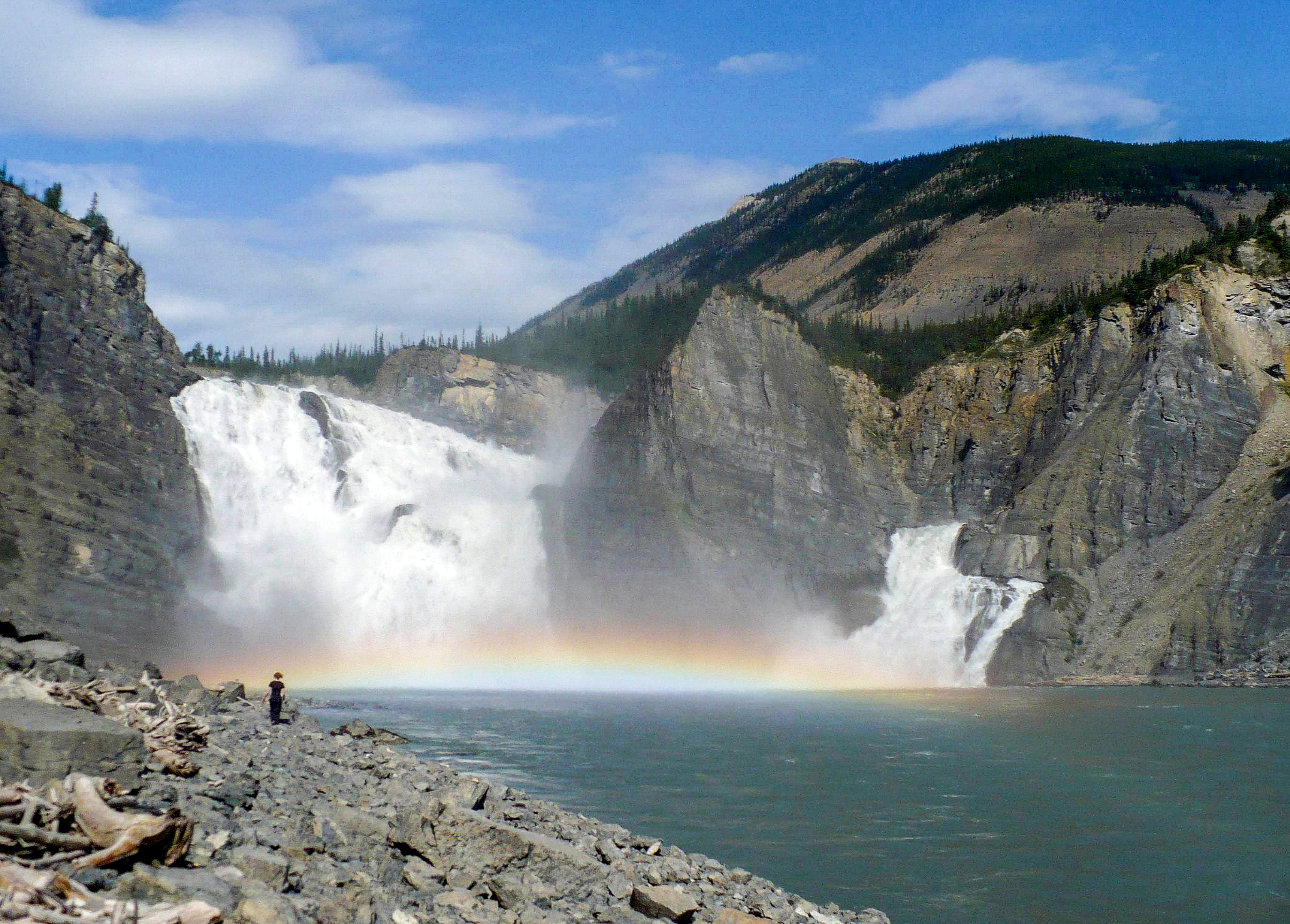
ヴァージニア・フォールズ

ナハニ国立公園は、カナダ・ノースウエスト準州にある国立公園である。イエローナイフより約500キロメートル西方に位置する。公園内には、標高2,972メートルのマッキンジー山を含む。ナハニ国立公園の中心部は、サウスナハニ川流域である。第1から第4の名前が付けられた峡谷は、壮大な峡谷を形成している。ナハニの名前は、先住民であるデネ族の言葉であり、日本語に訳すると「精神」を意味する。

## ヴァージニア・フォールズ
ヴァージニア・フォールズにおいて、水流は、水煙を立てながら、90メートルの高さを急落する。この落差は、ナイアガラの滝の約2倍である。ヴァージニア・フォールズの中心には、カナダでは有名なカヌー選手であり、著述家、映画監督でもあるビル・メイソン（1929年-1988年）にちなんで名づけられたメイソンズ・ロックと呼ばれる岩が存在する。また、この滝の周辺部は、ランのなかでも、希少種の生息地でもある。
現在、この滝について、カナダの首相を務めたピエール・トルドーの名前にちなんだ名称へ改名が提案されている。この滝を除いても、多くの急流がこの国立公園には点在している。

## 動物相・植物相
国立公園内の硫黄分を含んだ温泉、ツンドラ、山塊、トウヒ属やヤマナラシで構成される森林は、多くの鳥類、魚類およびオオカミ、ハイイログマ、カリブー、ドールビッグホーン、シロイワヤギなどの哺乳類の生息地である。ラビットケトル・ホットスプリングと名づけられた温泉地では、1万年前に形成され、カナダ国内では最大級の大きさである高さ30メートル、幅60メートルの多孔質の石灰石のトゥファが見つかっている 。また、この国立公園は、カナダのエコゾーンに指定されている地区の3つが存在する。西部のタイガ山系、東部のタイガ平原、国立公園南部のわずかを占める北方山系である。
フォート・シンプソンのビジターセンターには、この地域の歴史、文化、地理が展示してある。ナハニ国立公園は、UNESCOの自然遺産では、最初に1978年に登録された。

## 歴史
1972年に、ピエール・トルドー首相によって、この公園は、4,766平方キロメートルが国立公園として設定された。2003年には、ノースウエスト準州のDene人とカナダ政府との間で協定が締結され、新たに23,000平方キロメートルに暫定的な保護が与えられた。2007年8月には、スティーヴン・ハーパー首相が国立公園の拡大の決定を下し、新たに、5,400平方キロメートルが追加され、国立公園の面積は、33,000平方キロメートルまで拡大され、国立公園では、カナダ第三位の広さとなった。
現在、ナハニ国立公園に行く交通手段は水上飛行機かヘリコプターに限定されている。毎年800から900人が国立公園を訪れている。

## 世界遺産登録基準
この世界遺産は世界遺産登録基準のうち、以下の条件を満たし、登録された（以下の基準は世界遺産センター公表の登録基準からの翻訳、引用である）。
- (7) ひときわすぐれた自然美及び美的な重要性をもつ最高の自然現象または地域を含むもの。
- (8) 地球の歴史上の主要な段階を示す顕著な見本であるもの。これには生物の記録、地形の発達における重要な地学的進行過程、重要な地形的特性、自然地理的特性などが含まれる。

登録基準に基づく評価内容は以下の通り。
- (7) サウス ナハニ川は、深い峡谷、巨大な滝、壮大なカルスト地形、洞窟群、温泉などがあり、北米で最も壮観な野生の川の 1 つである。地質学的および地形学的特徴の露出には、現在の川の水位よりも高くなっている古代の川の蛇行が含まれる。
- (8) ナハニ国立公園では、進行中の地質学的プロセス、特に河川侵食、地殻変動による隆起・褶曲および峡谷の発達、風食、カルストおよび擬似カルスト地形、およびさまざまな温泉が卓越した形で表現されている。主要な地質学的および地形学的特徴は、世界的にもユニークな地質学的プロセスの組み合わせを提供する。